# Гетто в Лядах (Витебская область)
Гетто в Ляда́х — (лето 1941 — 2 апреля 1942) еврейские гетто, место принудительного переселения евреев деревни Ляды Дубровенского района Витебской области в процессе преследования и уничтожения евреев во время оккупации территории Белоруссии войсками нацистской Германии в период Второй мировой войны.

## Оккупация Ляд и создание гетто
В 1939 году в Лядах жили 897 евреев — 40 % населения, и, хотя много еврейской молодёжи покинуло посёлок, уехав на учёбу в крупные города, в Лядах насчитывалось 300 еврейских домов.
Ляды были захвачены частями вермахта 15 (14) июля 1941 года, и оккупация продлилась до 8 октября 1943 года. Начальником полиции поставили Куликовского — сына бывшего ляднянского священника, который вернулся в Ляды с немцами, и который проявил себя на этом посту настоящим садистом. Бургомистром волости стал Остапенко, который вместе с Куликовским лично участвовал в расстрелах евреев.
Реализуя нацистскую программу уничтожения евреев, немцы создавали гетто почти во всех городах и населённых пунктах Беларуси, где проживало еврейское население. Так и в Лядах сразу после оккупации спецподразделения СС вместе с местными коллаборационистами превратили местечко в гетто, которое охранялось постовыми, особо тщательно в ночное время. Евреям запретили появляться без нашивок в виде жёлтой звезды, ходить по тротуарам, находиться в общественных местах и молоть зерно на мельнице.
Евреев заставляли выполнять самые тяжелые работы, а евреев-мужчин впрягали в телеги летом и в сани зимой и заставляли вместо лошадей возить воду для немцев из реки Мереи. Узники голыми руками в мороз мостили кирпичом центральную улицу местечка, при этом им запрещали пользоваться носилками и инструментами, и даже просто выпрямлять спину.
Немцы очень серьёзно относились к возможности еврейского сопротивления, и поэтому в первую очередь убивали в гетто или ещё до его создания евреев-мужчин в возрасте от 15 до 50 лет — несмотря на экономическую нецелесообразность, так как это были самые трудоспособные узники. По этой причине 30 сентября 1941 года, специально перед праздником Йом-кипур, нацисты расстреляли в Лядах группу евреев-мужчин, а от оставшихся потребовали «контрибуцию».
В феврале 1942 года фашисты организовали в Лядах ещё и так называемое «малое гетто» в школе и парке возле неё, загнав туда сотни евреев, огородив территорию забором с колючей проволокой и поставив вышки с пулемётами. В начале марта 1942 года в Лядах создали ещё одно гетто, куда пригоняли евреев и из ближайших деревень. В апреле 1942 года полицейские открыли по теснящимся в здании школы в «малом гетто» людям огонь из пулеметов, заставив оставшихся в живых захоронить убитых в общей могиле на кладбище.

## Уничтожение гетто
В первый день Песаха, 2 апреля 1942 года, всех евреев в Лядах (в том числе и из Россасно)  — 1200 человек — согнали и под усиленным конвоем повели в гору по старой смоленской дороге к противотанковому рву в 300 метрах от дороги за речкой Мерея. Людей выводили группами и расстреливали. Убийство продолжалось целый день. Многие просто упавшие в яму и раненые были закопаны живыми.
Русская семья спрятала еврейскую девочку лет 11-12 на хуторе Бухарино, но кто-то её выдал. Её привели обратно в гетто, сломали каждый палец и убили. Одним из её убийц был местный житель Иван Пузырёв.
Помимо нацистов, в убийствах евреев в Лядах принимали участие полицаи из местных жителей, украинские полицаи.
Всего с 18 июля 1941 года по 8 октября 1943 года немцы убили в Лядах более 2000 евреев, а многие из обитателей гетто погибли от голода и тифа.

## Случаи спасения
Выжили чудом только нескольких евреев местечка Ляды:
- Фрида Залмановна Великовская (по мужу Коган), репатриировалась с семьей в Израиль;
- Дора Борисовна Малкина (по мужу Котляр), умерла в 1996 году в Москве;
- Илья Самойлович Фрадкин, умер в 1980-х годах в городе Фрязино Московской области;
- Ара Длы, живёт в Санкт-Петербурге;
- Сестры Нина и Женя Зильберборд, бежали из гетто, стали партизанками, жили после войны в Дубровно Витебской области, умерли в 1990-х годах;
- Тамаркин Вячеслав Львович, впоследствии репатриировался в Израиль, написал книгу о Лядах[18].

## Память
Уже на следующий день после освобождения местечка представители ЧГК произвели раскопку расстрельного рва, обнаружив там обезображенные тела убитых евреев.
19 июня 1966 года родственники погибших евреев на свои средства изготовили и установили рядом с Лядами на месте расстрела узников гетто памятник «Жертвам фашизма» без упоминания о евреях — надпись говорит о «советских гражданах».
Опубликованы неполные списки убитых в Лядах евреев.
После войны в местечко вернулись только несколько евреев, а в середине 1990-х годов скончался Лев Соломонович Эренбург — последний еврей местечка Ляды.